# Saint-Rirand
Saint-Rirand – miejscowość i gmina we Francji, w regionie Owernia-Rodan-Alpy, w departamencie Loara.
Według danych na rok 1990 gminę zamieszkiwały 124 osoby, a gęstość zaludnienia wynosiła 8 osób/km² (wśród 2880 gmin regionu Rodan-Alpy Saint-Rirand plasuje się na 1497. miejscu pod względem liczby ludności, natomiast pod względem powierzchni na miejscu 742.).